# Blake Schoupp
Pas d'image ? Cliquez ici

a Compétitions nationales et continentales officielles uniquement.

b Matchs officiels uniquement.
Dernière mise à jour le 25 octobre 2023.
Blake Schoupp, né le 28 mars 1998 à Wollongong (Australie), est un joueur international australien de rugby à XV, jouant principalement au poste de pilier avec la franchise des Brumbies en Super Rugby depuis 2023.

## Biographie
Son frère Aaron Schoupp (en) est joueur de rugby à XIII.

### Carrière

#### En club
Entre 2019 et 2022, jouant en tant que pilier et talonneur pour le club de Southern Districts dans le Shute Shield, il a un impact important dans l'équipe.
Blake Schoupp fait ensuite ses débuts en Super Rugby avec les Brumbies en février 2023 contre les Waratahs en tant que titulaire au poste de pilier gauche. Il totalise 14 apparitions dont 3 fois en tant que titulaire avec la franchise durant la Saison 2023 de Super Rugby.

#### En équipe nationale
Il apparaît la première fois avec les Wallabies lors d'un match de préparation de la Coupe du monde 2023 contre la France. Le 10 août 2023, il est annoncé au sein du groupe australien de 33 joueurs sélectionnés pour disputer la Coupe du monde 2023 en France. Il participe à toutes les rencontres de l'Australie en phase de poule durant cette compétition, rentrant à chaque fois en tant que remplaçant.

## Statistiques en équipe nationale
Au 22 octobre 2023, Schoupp compte 5 capes, dont aucune en tant que titulaire, en équipe d'Australie.
Il prend part à la Coupe du monde en 2023. 

## Palmarès
Néant